# Passez muscade (film, 1941)
Pour les articles homonymes, voir Passez muscade.
Pour plus de détails, voir Fiche technique et Distribution.
Passez muscade (titre original : Never Give a Sucker an Even Break) est un film américain réalisé par Edward F. Cline, sorti en 1941.
Le film met en vedette W. C. Fields et il s'agit d'ailleurs du dernier film de celui-ci.

## Synopsis
- Introduction : Après une première scène où nous voyons W. C. Fields déambuler sous un panneau publicitaire vantant son dernier film puis dans un pub, nous assistons à une séance de répétition très tourmentée au sein des studios "Ésotériques" impliquant Gloria Jean, la nièce de W. C. Fields et Franklin Pangborn le producteur. Ensuite, W. C. Fields vient présenter à Franklin Pangborn le scénario de son prochain film. Nous avons alors, à la lecture du scénario, un film dans le film puisque celui-ci est interprété au fur et à mesure que le producteur le découvre.
- Le film dans le film : W. C. Fields et sa nièce Gloria Jean volent en avion vers la Russie, le vol est assez mouvementé, et à un moment, W. C. Fields fait tomber sa flasque de whisky par le hublot. Voulant la rattraper, il tombe de l'avion, mais il atterrit en toute sécurité dans une sorte de nid douillet au sommet d'une immense falaise. Il fait alors la connaissance d'une jeune fille naïve, Ouliotta (Susan Miller) qui déclare n'avoir jamais vu d'homme de sa vie. W. C. Fields décide alors de la courtiser en l'initiant au jeu du « bécot ». La jeune fille se prête volontiers au jeu, mais l'arrivée de sa mère, Madame Hemogloben (Margaret Dumont) tenant en laisse un énorme doberman les interrompt. W. C. Fields fuit alors dans une sorte de monte-charge et se retrouve ensuite dans un bar cosmopolite où un Mexicain et deux boys-scouts consomment. Il téléphone à sa nièce qui le rejoint, puis il apprend que Mme Hemogloben est riche. Il fomente donc un plan pour l'épouser et arrive sur la falaise en tenue de jeune marié. Mme Hemogloben est proche de se laisser séduire, mais Gloria Jean le persuade que ce n'est pas une bonne idée.
- Conclusion : Le producteur déclare alors qu'il n'a jamais lu de scénario aussi stupide et renvoie sans ménagement W. C. Fields. Gloria Jean informe le producteur que puisque W. C. Fields est renvoyé des studios, elle partira également. W. C. Fields accompagne alors Gloria Jean acheter des vêtements neufs. Il l'attend au volant de sa voiture et, pour rendre service à une femme qui va à la maternité voir sa fille, se livre à une course burlesque, poursuivi par la police et les pompiers. Ils arrivent à bon port mais dans un sale état. Gloria Jean récupère son oncle, qui lui dit : « Heureusement que je n'ai pas eu d'accident, sinon je ne serais jamais arrivé ici ».

## Fiche technique
- Titre original : Never Give a Sucker an Even Break
- Titre français : Passez muscade
- Réalisateur : Edward F. Cline
- Scénario : W. C. Fields sous le pseudonyme de  Otis Criblecoblis
- Musique : Charles Previn et Frank Skinner
- Photographie :  Charles Van Enger
- Distribution : Universal Pictures
- Pays de production :  États-Unis
- Format :
- Genre : Comédie musicale
- Durée : 77 minutes
- Dates de sortie : 
  - États-Unis : 10 octobre 1941
  - France : 19 décembre 1945

## Distribution
- W. C. Fields : joue son propre rôle, sa nièce le surnomme "Oncle Bill"
- Gloria Jean : Gloria Jean la nièce de W. C. Fields
- Franklin Pangborn : Monsieur Pangborn, le producteur
- Leon Errol :  Leon
- Margaret Dumont : Madame Hemogloben
- Mona Barrie : Madame Pangborn, épouse du producteur
- Susan Miller : Ouliotta Hemogloben, la fille de Madame Hemogloben
- Carlotta Monti : La réceptionniste
- Emmett Vogan : l'ingénieur

## Chansons
Gloria Jean interprète réellement plusieurs chansons dans le film
- Estrellita (Little Star) en espagnol
- Voices of Spring
- Hot Cha Cha
- Les Yeux noirs en russe

## Autour du film
- L'affiche du film apparaît dans une scène de Police Academy 2[réf. nécessaire]